# اوریول روسل

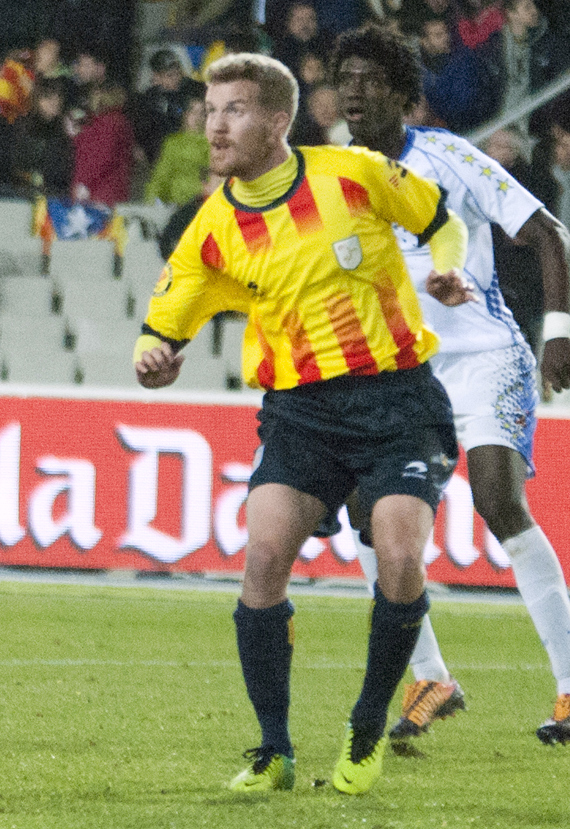
اوریول روسل

اوریول روسل (Oriol Rosell) بازیکن فوتبال اهل اسپانیا است که سابقاً برای تیم ب باشگاه بارسلونا بازی میکرده.
او هم‌اکنون بازیکن باشگاه اسپورتینگ لیسبون و قبل از آن در اسپورتینگ کانزاس سیتی بوده‌است.